# Wiktor Manc
Wiktor Manc (ur. 1883, zm. 5 listopada 1946 w Warszawie) – polski artysta cyrkowy.

## Życiorys

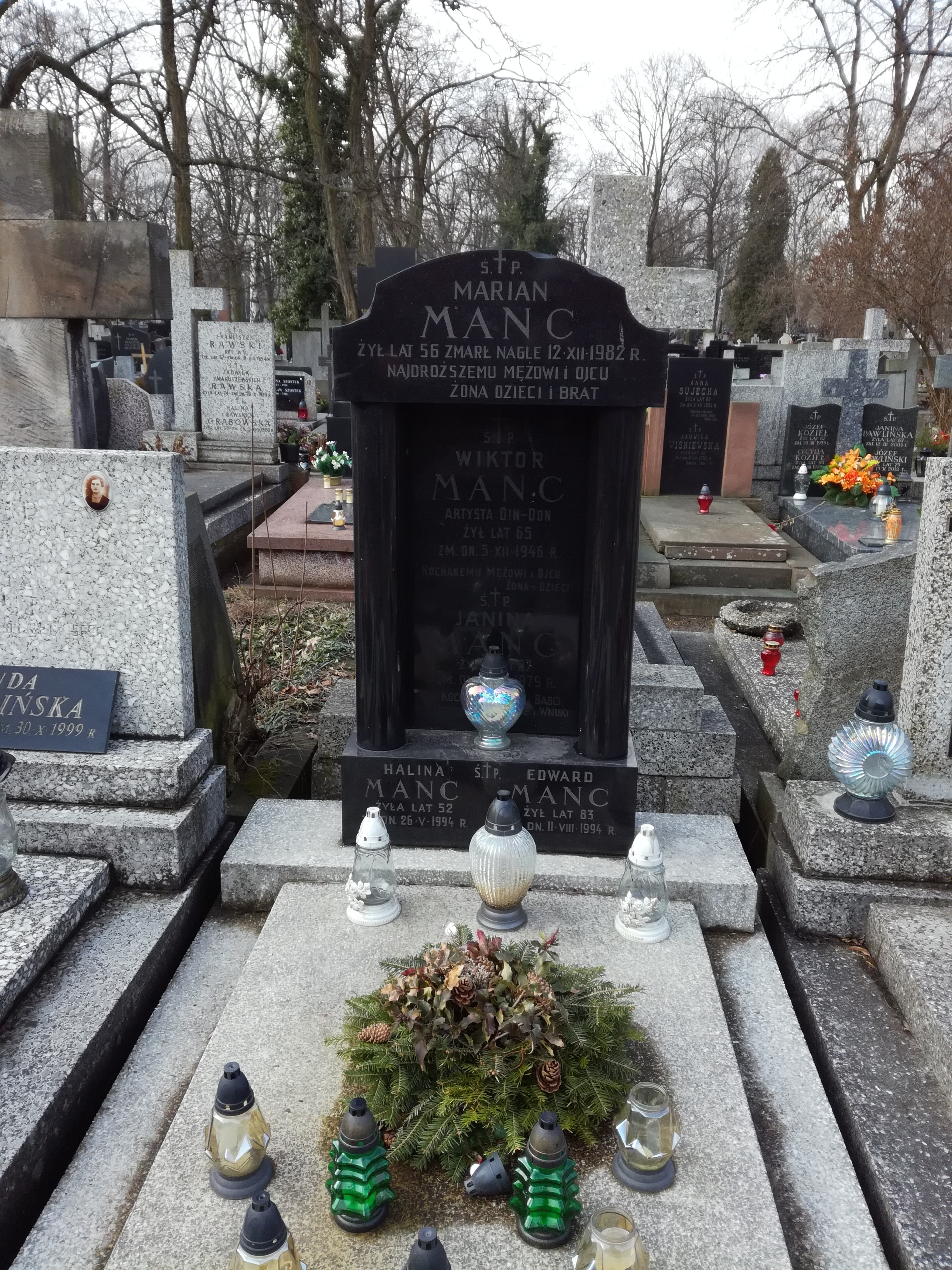
Grób Wiktora Manca na cmentarzu Bródnowskim

Po relegowaniu z gimnazjum przyłączył się do goszczącego w Warszawie rosyjskiego cyrku Harrina. Tam nauczył się sztuk cyrkowych, co pozwoliło mu na stworzenie z bratem Janem duetu komicznego „Din-Don”. Debiut miał miejsce w 1908 w cyrku należącym do Adama Pincla (którego był zięciem). Kolejne sześć lat bracia Manc byli związani z cyrkiem Stanisława Mroczkowskiego. W międzyczasie występowali również m.in. we Lwowie i Łodzi. W 1926 Stanisław Mroczkowski sprzedał cyrk (podobno przegrał go w karty), wówczas Wiktor Manc kontynuując działalność „Din-Dona” zaczął występy z synem Edwardem (1910-1994) występując gościnnie w różnych cyrkach. Ponadto nagrywał płyty z dialogami komicznymi i kupletami, do których sam tworzył oprawę muzyczną. Chciał w ten sposób nawiązać do nagrań znanej na początku XX wieku grupy klownów „Bim-Bom”. Podczas Powstania Warszawskiego zaangażował się w działania OPL i był poważnie ranny, po upadku działań zbrojnych znalazł się w obozie pruszkowskim, z którego wraz z synem zbiegł. Obaj przedostali się do Lublina, gdzie stworzyli teatrzyk objazdowy Varietes występujący przed rannymi żołnierzami. Po wyzwoleniu był twórcą Państwowego Cyrku nr. 1 (pierwszego cyrku w wyzwolonej Polsce), wkrótce po pierwszej premierze zapadł na zdrowiu i zmarł 5 listopada 1946. Został pochowany na cmentarzu Bródnowskim (kw. 11F-1-18).